# Комсомольская ТЭЦ-3
Комсомольская ТЭЦ-3 — тепловая электростанция в городе Комсомольске-на-Амуре, Хабаровский край. Крупнейшая и самая молодая электростанция Комсомольска-на-Амуре. Входит в состав филиала «Хабаровская генерация» АО «Дальневосточная генерирующая компания» (входит в группу РусГидро).

## Конструкция станции
Комсомольская ТЭЦ-3 представляет собой тепловую паротурбинную электростанцию (теплоэлектроцентраль) с комбинированной выработкой электроэнергии и тепла. Установленная мощность электростанции — 360 МВт, установленная тепловая мощность — 780 Гкал/час. Тепловая схема станции — блочная. В качестве топлива используется природный газ сахалинских месторождений. Основное оборудование станции включает в себя:
- два энергоблока мощностью по 180 МВт, каждый из которых включает в себя паровую турбину Т-180/210-130-1, генератор ТГВ-200-2М и котлоагрегат ТПГЕ-215;
- пиковую водогрейную котельную в составе двух водогрейных котлов КВГМ-100 и двух паровых котлов ГМ-50-14/250.

Система охлаждения оборотная с двумя градирнями. Выдача электроэнергии в энергосистему производится через закрытое распределительное устройство (ЗРУ) напряжением 110 кВ по следующим линиям электропередачи:
- ВЛ 110 кВ Комсомольская ТЭЦ-3 — ПС Старт с отпайкой на ПС БАМ ПТФ, 2 цепи (С-115, С-116);
- ВЛ 110 кВ Комсомольская ТЭЦ-3 — ПС К с отпайкой на ПС ГПП-5, 2 цепи (С-117, С-118);
- ВЛ 110 кВ Комсомольская ТЭЦ-3 — НПЗ-2, 2 цепи.

## История
Решение о строительстве Комсомольской ТЭЦ-3 было принято в 1979 году, тогда же на площадке станции были начаты подготовительные работы. В 1983 году распоряжением Совмина СССР создан трест «Комсомольскэнергострой», работы по строительству станции были значительно активизированы. В 1985 году была пущена пиковая водогрейная котельная. Изначально проектным топливом для станции являлся уголь, но в 1986 году было принято решение об использовании природного газа, проект был изменён. Первый энергоблок Комсомольской ТЭЦ-3 был введён в эксплуатацию в июле 1988 года, второй энергоблок — в 1989 году. Были начаты работы по проекту строительства второй очереди станции (ещё два энергоблока и расширение пиковой водогрейной котельной), прекращённые в начале 1990-х годов. В 1997 году была введена в эксплуатацию градирня № 2. Одновременно со станцией были построены большие объёмы жилья со всей социальной инфраструктурой для строителей и эксплуатационного персонала. В 2004 году введены в эксплуатацию новая кислородная станция и служебно-бытовой корпус. С образованием в 1993 году ОАО «Хабаровскэнерго», Комсомольская ТЭЦ-3 вошла в его состав. С 2007 года Комсомольская ТЭЦ-3 является структурным подразделением филиала «Хабаровская генерация» АО «Дальневосточная генерирующая компания»; помимо собственно станции, в состав подразделения организационно входит водогрейная котельная «Дземги».